# Mission Creek (Okanagan Lake)
Der Mission Creek ist ein kleinerer Fluss im Süden der kanadischen Provinz British Columbia. Der Fluss trägt den Status eines British Columbia Heritage River.

## Flusslauf
Der Mission Creek hat seinen Ursprung im Mission Lake, einem kleinen etwa 1850 m hoch gelegenen Gebirgssee in der Greystoke Mountain Range östlich von Kelowna. Von dort fließt er über eine Strecke von 43 km in westlicher Richtung zum Okanagan Lake. An dessen Ostufer befindet sich seine Mündung im Süden von Kelowna.

## Hydrologie
Der mittlere Abfluss 8 km oberhalb der Mündung beträgt 6,05 m³/s. Im Mai tritt der höchste monatliche Abfluss mit 24,3 m³/s auf.

## Flussfauna
Der Fluss beherbergt eine gefährdete Rotlachs-Unterart, den Kokanee-Lachs, welche in diesem laicht.